# 平山清次
平山清次（1874年10月13日—1943年4月8日），祖籍宮城縣仙台市，是日本的天文學家。因發現許多小行星的軌道非常相似，進而領導發展出小行星族的觀念而出名。
為推崇他的功績，有一族的小行星就稱為平山族；月球上也有一個隕石坑稱為平山坑來紀念他和平山信（Shin Hirayama），(1999) 平山小行星也以他為名以示尊崇。 

## 簡歷
- 1896年：東京帝國大學理學院星學科畢業。
- 1906年：擔任東京大學助教。
- 1911年：取得理學博士學位。
- 1915年：到美國耶魯大學留學。
- 1919年：擔任東京大學教授。
- 1921年：東京天文台（即日本國立天文台）技師。
- 1935年：至退休年齡退休。

平山清次的學生萩原雄祐、廣瀨秀雄都是著名天文學家。

## 著作
- （岩波書店　1929年）
- （岩波書店　1929年）
- （共立社　輓近物理学選書　1931年）
- （恒星社　1933年）
- （岩波書店　岩波全書　1935年）
- （共立出版　1940年）
- （信濃教育会編　1947年）